# 六町
六町（ろくちょう）は、東京都足立区の地名。現行行政地名は六町一丁目から六町四丁目。住居表示実施済み区域である。

## 地理
足立区東部・綾瀬川右岸に位置する。主に住宅地として利用されるが、農地も多く残る。また、首都圏新都市鉄道つくばエクスプレス開通に伴い、開発が行われている。町域中央をつくばエクスプレスが通り、四丁目に六町駅が設置されている。東は綾瀬川を挟んで北加平町・加平、西は一ツ家・保塚町、南は西加平、北は南花畑と接している。

### 地価
住宅地の地価は、2024年（令和6年）7月1日の地価調査によれば、六町1-5-21の地点で44万2000円/m2となっている。

## 歴史

### 江戸時代以前
元来、竹の塚・六月・保木間・花畑等の飛地であり、各村出身の次三男による開墾によって成立した比較的新しい町である。古くからの寺社はないので、竹の塚をはじめ元の出身地に菩提寺を持つ住民が多いようである。
六町とは、江戸時代までの六月村の飛び地の字であり、竹塚村の字である新川、五反田を中心として形成された。他に花又村や保木間村の飛び地の一部からも成り立っている。これらの飛び地はさらに内部に小さな飛び地をもち、多くの村々が複雑に混在していた。これは六町地区が江戸時代の中でも比較的新しい開拓地であったために、周辺諸村が競って非農耕地を開墾したためである。これは綾瀬川が開削されたことで、主要流通路となった沿岸に村領を広げることで農業用肥料の下肥を船で運び、農業生産効率を上げるためであったと考えられている。内陸部を本村とする六月村や竹塚村の飛び地がこれほど東へ延びているのはそのためである。この当時の開墾競争の激しさを示すものとして、西加平神社の前身の稲荷神社が作られたのは北から南下してくる他村に対し、嘉兵衛新田（現・西加平）の村民らが自分たちの村域を示すためであったという言い伝えがある。
民家があったのは綾瀬川開削で出た廃土を盛って標高を高くした場所だけであり、それ以外は水利の悪い低湿地が広がっていたと言う。集落があったのは現在の六町一・四丁目にあたり、二・三丁目に農家が進出するのは明治時代を待つことになる。

### 明治時代以降
1976年10月から1979年3月にかけ、六町一帯で17件の連続放火が発生。1977年4月16日には完成したばかりの西六町町会（六町三丁目）事務所が焼失している。

### 土地区画整理事業
つくばエクスプレス開業を契機に大規模な土地区画整理事業が行われ、街並みの再構築が進んでいる。

## 世帯数と人口
2025年（令和7年）1月1日現在（足立区発表）の世帯数と人口は以下の通りである。
| 丁目       | 世帯数    | 人口    |
| ---------- | --------- | ------- |
| 六町一丁目 | 1,622世帯 | 2,792人 |
| 六町二丁目 | 696世帯   | 1,275人 |
| 六町三丁目 | 1,210世帯 | 2,131人 |
| 六町四丁目 | 750世帯   | 1,232人 |
| 計         | 4,278世帯 | 7,430人 |

### 人口の変遷
国勢調査による人口の推移。
| 年                 | 人口  |
| ------------------ | ----- |
| 1995年（平成7年）  | 4,843 |
| 2000年（平成12年） | 4,182 |
| 2005年（平成17年） | 3,895 |
| 2010年（平成22年） | 4,706 |
| 2015年（平成27年） | 5,206 |
| 2020年（令和2年）  | 4,986 |

### 世帯数の変遷
国勢調査による世帯数の推移。
| 年                 | 世帯数 |
| ------------------ | ------ |
| 1995年（平成7年）  | 1,726  |
| 2000年（平成12年） | 1,534  |
| 2005年（平成17年） | 1,534  |
| 2010年（平成22年） | 2,380  |
| 2015年（平成27年） | 2,675  |
| 2020年（令和2年）  | 2,673  |

## 学区
区立小・中学校に通う場合、学区は以下の通りとなる（2023年4月時点）。なお、足立区では学校選択制度を導入しており、区内全域から選択することが可能。ただし、小学校に関しては、2018年（平成30年）度から学区域または学区域に隣接する学校のみの選択になる。
| 丁目       | 番地     | 小学校             | 中学校               |
| ---------- | -------- | ------------------ | -------------------- |
| 六町一丁目 | 全域     | 足立区立加平小学校 | 足立区立青井中学校   |
| 六町二丁目 | 全域     | 足立区立加平小学校 | 足立区立東島根中学校 |
| 六町三丁目 | 全域     | 足立区立加平小学校 | 足立区立東島根中学校 |
| 六町四丁目 | 1〜11番  | 足立区立加平小学校 | 足立区立青井中学校   |
| 六町四丁目 | 12番以降 | 足立区立花畑小学校 | 足立区立花保中学校   |

## 事業所
2021年（令和3年）現在の経済センサス調査による事業所数と従業員数は以下の通りである。
| 丁目       | 事業所数  | 従業員数 |
| ---------- | --------- | -------- |
| 六町一丁目 | 31事業所  | 266人    |
| 六町二丁目 | 18事業所  | 159人    |
| 六町三丁目 | 44事業所  | 269人    |
| 六町四丁目 | 57事業所  | 2,251人  |
| 計         | 150事業所 | 2,945人  |

### 事業者数の変遷
経済センサスによる事業所数の推移。
| 年                 | 事業者数 |
| ------------------ | -------- |
| 2016年（平成28年） | 174      |
| 2021年（令和3年）  | 150      |

### 従業員数の変遷
経済センサスによる従業員数の推移。
| 年                 | 従業員数 |
| ------------------ | -------- |
| 2016年（平成28年） | 2,042    |
| 2021年（令和3年）  | 2,945    |

## 交通

### 鉄道
- 首都圏新都市鉄道

つくばエクスプレス：六町駅

### 道路・橋梁
- 東京都道466号内匠橋花畑線
- 東京都道102号平方東京線

## 施設
- 石鍋幼稚園
- 保塚区民事務所・保塚図書館
- 六町公園

## その他

### 日本郵便
- 郵便番号 : 121-0073[3]（集配局 : 足立北郵便局[17]）。